# Frauenkirchen
Frauenkirchen est une commune d'Autriche, dans le Burgenland. Elle fait partie du district de Neusiedl am See.
Le nom hongrois de la ville est Fertőboldogasszony.

## Personnalités nées à Frauenkirchen
- Mihály Mosonyi (1815-1870), compositeur hongrois.
- Elfriede Ettl (de) (1914-2003), artiste peintre.